# ヤス島
ヤス島（英語名：Yas Island／アラビア語名：جزيرة ياس）はアラブ首長国連邦・アブダビで最も大きい自然島の1つである （25 km2）。

## 概要

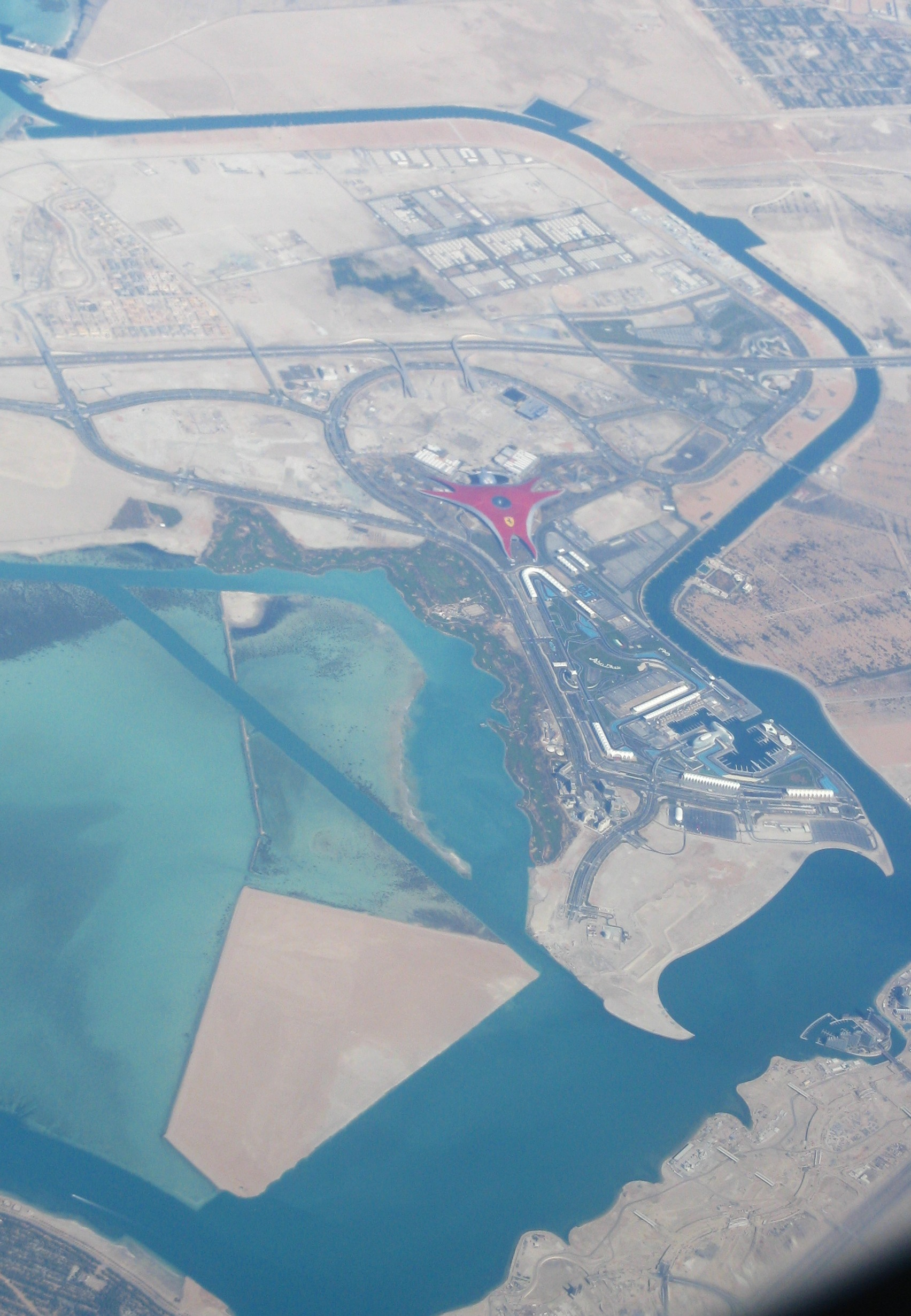
ヤス島

この島はアブダビの進める海外観光客誘致政策の一環として、不動産業大手のアルダー・プロパティズにより、2007年より約400億ドルをかけて大規模な開発計画が行われている。海岸線のヨットハーバー周辺には小売施設、高級ホテル、総合レジャーランド、スポーツ施設などが建設されている。島外とは高速道路で結ばれており、アブダビ国際空港から車で10分ほどで訪れることができる。
初代「チーフ・アイランド・オフィサー」（アンバサダーに相当）は、アメリカの俳優・コメディアンのケヴィン・ハートが務めた。2023年4月より、アメリカの俳優、ジェイソン・モモアが就任している。

## おもな施設
ヤス・マリーナ・サーキット
ヨットハーバーに隣接するモータースポーツ用の常設サーキット。2009年よりF1のアブダビグランプリが開催されている。

ヤス・マリーナ・ホテル
500の客室を持つ5ツ星ホテル。建物の一部はヤス・マリーナ・サーキットのコース上を跨いで設計されている。独立した全面ガラス張りの外殻構造をもち、夜間はライトアップされて色鮮やかに輝く。

フェラーリ・ワールド・アブダビ
高級自動車メーカーフェラーリをフィーチャーした屋内テーマパーク。三角形の巨大な赤い屋根に覆われている。

ワーナー・ブラザース・ワールド・アブダビ

ウォーターパーク

エティハド・アリーナ
エティハド・パーク

## 参照
- 金融危機で原油バブルが弾けて1年 中東市場に今何が起こっているのか (2/2) - 内藤美穂 (MONEYzine) 2009年10月29日、2011年11月30日閲覧